# Andreas Krause (Admiral)

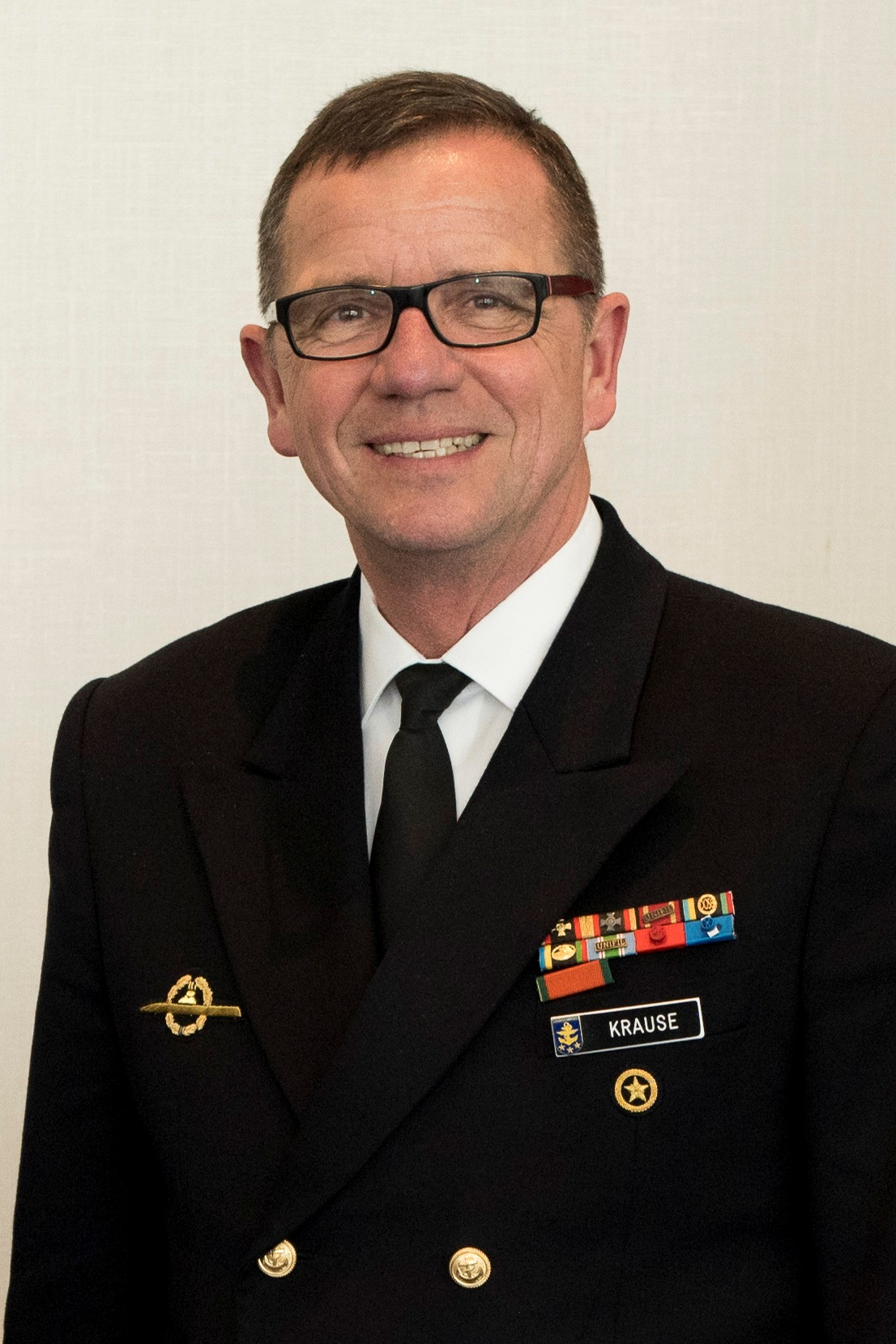
Andreas Krause (2017)

Andreas Krause (* 11. Oktober 1956 in Lübeck) ist ein Vizeadmiral a. D. der Deutschen Marine. Er war von 2014 bis 2021 Inspekteur der Marine.

## Militärische Laufbahn

### Ausbildung und erste Verwendungen
Beförderungen
- 1979 Leutnant zur See
- 1982 Oberleutnant zur See
- 1985 Kapitänleutnant
- 1992 Korvettenkapitän
- 1995 Fregattenkapitän
- 2000 Kapitän zur See
- 2004 Flottillenadmiral
- 2008 Konteradmiral
- 2012 Vizeadmiral

Krause trat als Angehöriger der Crew VII/76 in den Dienst der Bundeswehr und wurde nach der Ausbildung zum Offizier im Juli 1979 zum Leutnant zur See befördert. 1977 nahm er an der Universität der Bundeswehr Hamburg ein Studium der Pädagogik auf, welches er 1980 als Diplom-Pädagoge abschloss. Im Anschluss daran erfolgte die Ausbildung zum U-Boot-Offizier. Im Januar 1982 erhielt Krause die Beförderung zum Oberleutnant zur See. Er diente von 1981 bis 1986 als Wachoffizier an Bord von U-Booten sowie als Zugoffizier in der Kadettenausbildung auf dem Schulschiff Deutschland. In seiner Verwendung als Wachoffizier wurde er im April 1985 zum Kapitänleutnant befördert. Ein Jahr später, 1986, übernahm er als Kommandant das U-Boot U 22. Von 1989 bis 1990 durchlief er die taktische Offizierausbildung für Seeoperationen (B-Lehrgang U-Boot-Jagd).

### Dienst als Stabsoffizier
Krause absolvierte von 1990 bis 1992 den 32. Admiralstabsdienstlehrgang an der Führungsakademie der Bundeswehr in Hamburg und wurde im Anschluss daran im April 1992 zum Korvettenkapitän befördert. Danach diente er bis 1993 als operativer Planungsoffizier in der U-Boot-Flottille (A31).
Von 1993 bis 1996 war er in verschiedenen Verwendungen im Führungsstab der Marine (FüM) und im Führungsstab der Streitkräfte (FüS) im Bonner Bundesministerium der Verteidigung eingesetzt. In dieser Zeit wurde er im April 1995 zum Fregattenkapitän befördert und übernahm von 1996 bis 1999 das Kommando über das Ausbildungszentrum Uboote (AZU) im Marinestützpunkt Eckernförde.
Nach diesem Truppenkommando war er von 1999 bis 2001 als Referatsleiter im Joint Headquarters Northeast (JHQ NORTHEAST) der NATO im dänischen Karup eingesetzt. Während dieser Verwendung wurde er im April 2000 zum Kapitän zur See befördert. 2001 kehrte er wieder nach Deutschland bzw. Bonn zurück und wurde dort bis 2003 als Referatsleiter im Führungsstab der Marine eingesetzt. Krause blieb im Ministerium und übernahm von 2003 bis 2004 den Posten des stellvertretenden Stabsabteilungsleiters Einsatzführung im Führungsstab der Streitkräfte (FüS V).

### Dienst als Admiral

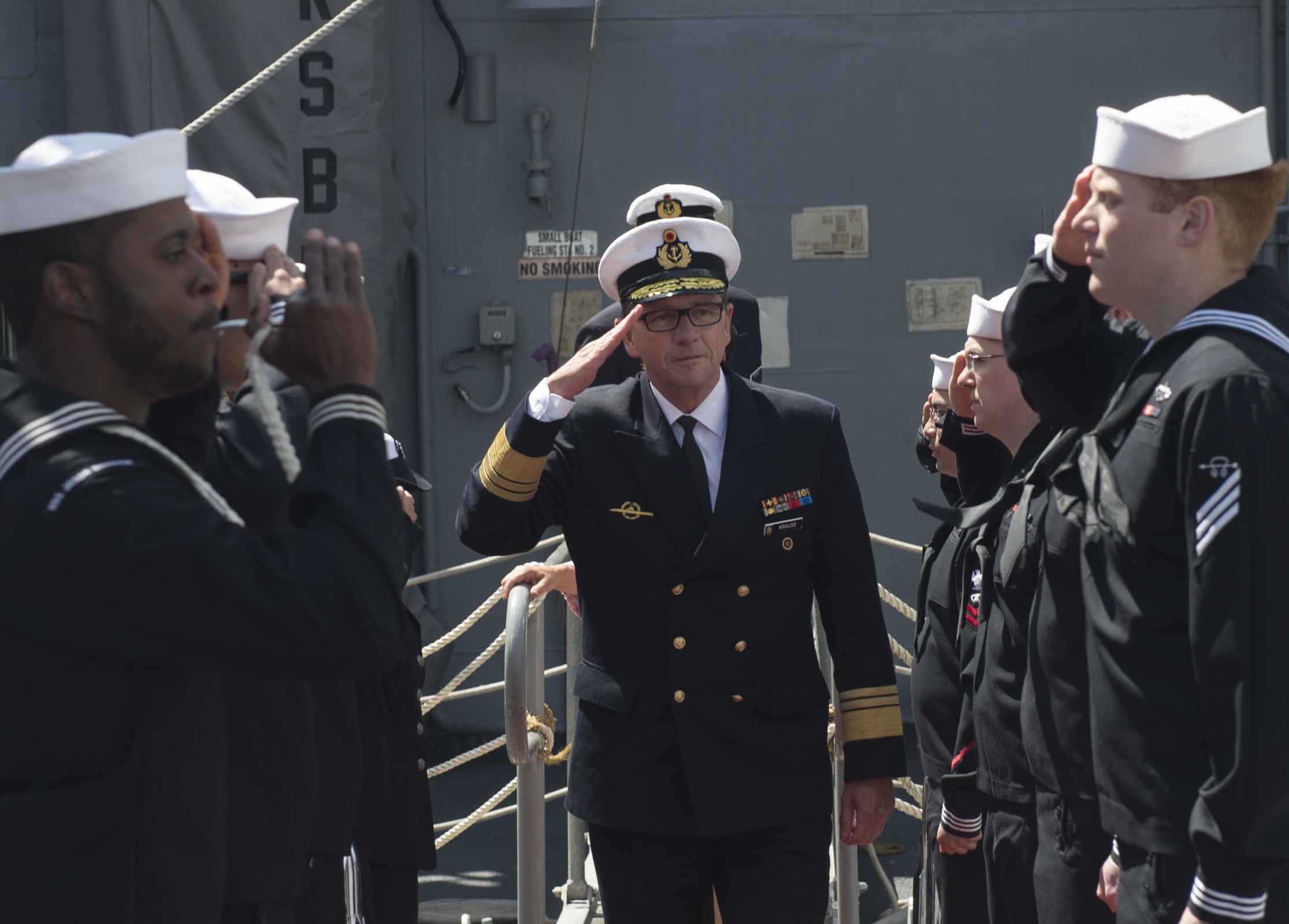
Vizeadmiral Andreas Krause an Bord der Jason Dunham im Juni 2015 in Kiel

Im November 2004 wurde Krause zum Flottillenadmiral ernannt und übernahm den Posten des Stabsabteilungsleiters Konzeption, Planung und Führung im Führungsstab der Marine (FüM III). Im Anschluss an diese Ministerialverwendungen übernahm er am 1. Juli 2006 als erster Kommandeur die Einsatzflottille 1 in Kiel. Seit September 2006 war er zudem Befehlshaber der UNIFIL-Mission an der libanesischen Küste mit acht schwimmenden Einheiten der Deutschen Marine und rund 1.000 Soldaten.
Seit dem 24. April 2007 führte Krause zusätzlich als Direktor das neuaufgestellte „Expertenzentrum für Operationen in Randmeeren und Küstengewässern“ (Centre of Excellence for Operations in Confined and Shallow Waters (COE CSW)). Mit Errichtung dieser Dienststelle reagierte die Deutsche Marine auf die veränderten Einsatzszenarien, da sich der Schwerpunkt maritimer Operationen von der hohen See auf die Küstenregionen verlagert hat.
Zum 1. Oktober 2008 übernahm Krause in Glücksburg den Posten des Stellvertretenden Befehlshabers und Chefs des Stabes im Flottenkommando unter dem Kommando von Vizeadmiral Hans-Joachim Stricker. Mit diesem Posten war zudem die Ernennung zum Konteradmiral verbunden. Nach knapp einem Jahr übernahm Krause am 27. August 2009 die Leitung des Einsatzführungsstabes des Bundesministeriums der Verteidigung, der den Generalinspekteur in Einsatzfragen unterstützt. Vom 1. Januar 2012 bis April 2013 war er stellvertretender Befehlshaber des Allied Maritime Command in Neapel, was ihm auch die Beförderung zum Vizeadmiral einbrachte. Von Ende Juli 2013 bis zum 28. Oktober 2014 war Krause der Stellvertreter des Inspekteurs der Marine im Marinekommando in Rostock.
Krause übernahm am 28. Oktober 2014 von Vizeadmiral Axel Schimpf den Posten des Inspekteurs der Marine. Am 24. März 2021 übergab er sein Kommando an seinen Nachfolger, Vizeadmiral Kay-Achim Schönbach. Krause war damit der Marine-Inspekteur mit der bislang längsten Amtszeit. Mit Ablauf des Monats März 2021 trat er in den Ruhestand.

## Auszeichnungen
Seine Auszeichnungen umfassen u. a.: das Ehrenkreuz der Bundeswehr in Silber und Gold sowie die Einsatzmedaille der Bundeswehr in Bronze (Teilnahme UN-Einsatz UNIFIL). UN-Medaille der Vereinten Nationen (Teilnahme UNIFIL), L’Ordre National du Mérite Offizier (Frankreich), Orden del Mérito Naval Almirante Padilla (Kolumbien), Forsvarets hederskors (Norwegen).